# 柴田一 (歴史学者)
柴田 一（しばた はじめ、1930年7月11日 - 2017年9月18日）は、日本地方史学者、就実大学名誉教授。

## 略歴
岡山県岡山市生まれ。岡山大学教育学部社会科卒業。その後岡山県職員の教員となり岡山県立林野高等学校、岡山県立倉敷天城高等学校、岡山県立倉敷青陵高等学校、岡山市立商業高等学校教員、岡山県教育庁文化課主幹、岡山県立博物館主任学芸員を経て退職後、兵庫教育大学教授、1996年定年退任、就実大学教授、就実大学・就実短期大学学長、名誉教授。1993年「近世大名領国経営の研究」で広島大学より文学博士の学位を取得。宇喜多史談会会長、岡山歴史研究会顧問を務める。
2017年9月18日、肺炎のため死去、87歳。

## 著書
- 『近世豪農の学問と思想』新生社 日本史学研究双書 1966　大空社、1994
- 『渋染一揆論』八木書店 1971　明石書店
- 『津田永忠 人と事績』特別史跡閑谷学校顕彰保存会 1971
- 『岡山の歴史』日本文教出版 岡山文庫 1974
- 『津田永忠 岡山藩郡代』山陽新聞社 1990
- 『吉備の歴史に輝く人々』吉備人出版 2007
- 『昔は今の知恵袋』吉備人出版 2009
- 『沖新田・沖田神社と沖田姫』吉備人出版 2011
- 『津田永忠の新田開発の心』日本文教出版 岡山文庫 2011

### 共編著
- 『郷土史事典岡山県』朝森要共編 昌平社 1980
- 『岡山県の百年』県民100年史　太田健一共著 山川出版社 1986
- 『新釈備前軍記』編著 山陽新聞社 1986
- 『岡山県謎解き散歩』編著 新人物往来社 新人物文庫 2012

### 校訂
- 「播州小野藩一柳家史料」小野市

一柳末栄『家政録』校訂 1995
『由緒書』校訂・解題・解説 小野市立好古館編 1999
『将軍・大名・家臣』校訂・解題・解説 小野市立好古館編 小野市立好古館 2004

### 監修
- 『岡山藩郡代津田永忠物語 池田光政と綱政の時代 劇画・郷土の歴史 後楽園築庭300年記念編』監修 タケバヤシ哲郎作画 岡山放送 1998
- 『光政と綱政 近世岡山の人づくり 後楽園築庭三〇〇年記念編 劇画・郷土の歴史』監修  タケバヤシ哲郎作画 岡山放送 1999
- 『勝北町誌 完結編』勝北町企画広報課, 勝北町誌編纂委員会 編纂 監修 勝北町 2005
- 『岡山「地理・地名・地図」の謎 意外と知らない岡山県の歴史を読み解く!』監修 造事務所編著 実業之日本社 じっぴコンパクト新書 2014

### 記念論集
- 『日本史論叢 柴田一先生退官記念』柴田一先生退官記念事業会 1996

## 受賞
- 1997年（平成9年） - 山陽新聞賞（学術功労）
- 2003年（平成15年） - 岡山県三木記念賞

## 注
1. 1 2  元就実大学長の柴田一氏死去　郷土の先人を研究 山陽新聞 2017年9月21日
2. ↑  『現代日本人名録』